# Митре Влаха
 Тази статия е за известният костурски войвода.  За тиквешкия деец на ВМОРО вижте Димитър Пинджуров.  
Димитър (Митре) Николов Пандуров (Панджуров, Панджаров), наричан Влаха, Влаот или Влашето, е български революционер, войвода на Вътрешната македоно-одринска революционна организация.

## Биография

### Ранни години
Митре Влаха е роден през 1873 година в костурското село Кономлади (днес Макрохори, Гърция) в областта Кореща в семейството на Никола Пандуров. Според някои автори, като Симеон Радев, по произход е влах, а според други получава прякора си Влаха, тъй като като малък слугува у влашко скотовъдно семейство. И според статистиката на Васил Кънчов, и според тази на Димитър Мишев Кономлади е чисто българско село, едно от най-събудените села в Югозападна Македония. Според други източници семейството на Митре Влаха е преселническо от корчанското село Пляса или самият той е родом от Билища.
Заради турски издевателства Митре Влаха става четник в харамийската чета на Коте Христов. В Кономлади в 1901 година е формирана първата чета на ВМОРО в Костурско, към която след конфликт с бея, при когото слугува, се присъединява и неграмотният овчар Митре Влаха. В четата на Марко Лерински Митре се ограмотява и постепенно се издига до помощник на войводата Георги Папанчев. Скоро след това оглавява собствена чета в Корещата края на 1901 година, в която влизат баща му и братята му, Демер от Лерин, Нако от Шестеово, Вельо от Битоля, Иванче Бузов от Дъмбени и Алекси от Сехово. Участва на Смилевския конгрес на ВМОРО, който взима решение за вдигане на въстание в Македония. През май 1903 година четата на Митре Влаха дава сражение на османските войски при село Руля (днес Котас). На 26 юни 1903 година четата на Митре Влаха убива петима патриаршисти в Неред. Според гръцки източници е отговорен и за убийства на гъркомани в Кономлади, Дъмбени и Загоричани.
По време на Илинденското въстание Митре Влаха участва в нападението на османския гарнизон в село Вишени и в голямото сражение при село Писодер, където е тежко ранен. Митре Влаха е един от малкото ръководители на организацията, които остават нелегални в Македония след потушаването на въстанието.

### Борба с гръцката пропаганда
В началото на април 1904 година Митре се събира с Георги Попхристов и формира нова чета, която бързо се разраства и ръководството на Битолския революционен окръг го прави главен войвода на Костенарията и по-късно районен войвода на целия Костурски революционен район. Тогава негов секретар е Пандо Чулков. На 24 юни 1904 година са предадени от гъркоманския кмет на Кономлади, след което убиват него и другите предатели. Турския аскер дава 30 убити, включително командира им, и успешно бягат от селото.
Като войвода на най-югозападната българска област Митре Влаха започва да води и упорита борба с появилата се гръцка въоръжена пропаганда в Македония. Митре Влаха на няколко пъти се сражава с гръцки андартски чети. В средата на септември Митре Влаха се сражава край Ощима с четата на Евтимиос Каудис, като ожесточената престрелка е прекъсната след появата на турски аскер. На 30 ноември Митре Влаха и Геро Ресенски нападат Каудис и Спирос Спиромилиос в главната им база в Желево, но в критичния момент пристигат османски войски и стотина души милиция от влашкото село Писодер и андартите са спасени.
На 10 октомври 1905 г. обединените чети на Митре Влаха и Пандо Кляшев викат чрез писмо ресенската чета на Насо Кършаков в село Буковик. Разузнаващата около Преспанското езеро чета пристига ден по-късно в лагера на костурските войводи. Андартският командир Василакис Лахтарис идва с чета от 120 души от село Желево (днес Андартико), като има за цел да нападне Буковик и Оровник. На 15 октомври поручикът от гръцката армия и командир на андартска чета влиза с всичките си четници в село Оровник, хваща дузина от първенците на селото, като им предлага да станат патриаршисти. Обединените чети на ВМОРО, разделени на 3 отряда за засада и един атакуващ наближават селото. Изненадващата атака командвана от Митре Влаха води до смъртта на 13 андарти, другите панически бягат в Желево, откъде се изтеглят към Лерин. При повторното си завръщане Василикис Лахтарис отсяда в село Нивици (днес Псарадес) с 30 свой четници, където е предаден на турците от местното българско население.
През януари 1906 година четата му подпалва манастира „Света Троица“ в Писодер, защото е сборен пункт на гръцките андарти в областта. На 27 август убива и свещеника и деец на гръцката пропаганда Ставрос.
На 22 февруари 1907 година Митре Влаха с трима четници – Вангел Попхристов, Андон Брещенски и Ильо от Въмбел е в село Жупанища (днес Левки). Четата е предадена на турските власти от подкупения от костурския гръцки владика Германос Каравангелис българин Христо от село Шестеово (днес Сидирохори). След тежка битка всички четници са тежко ранени. Митре Влаха доубива другарите си и се самоубива. Погребан е в село Апоскеп с цялата си чета. Заместен е като районен войвода от Христо Цветков.
На 13 март 1907 година, районната чета на ВМОРО влиза в Жупанища и наказва със смърт предателите Кольо Гечов, Ставро Шишов и Димитър Апостолов, както и издалия комитетски тайни Христо Попов, което обаче според костурския ръководител на ВМОРО Георги Христов е грешка, тъй като предателството не се дължи на тях. Според Георги Константинов Бистрицки предателството е дело на „предателската Апостольовска фамилия в селото“, чиито най-известни членове са Лазар Апостолов и поп Аргир Апостолов. Според гръцки източници предателят е апоскепският гъркоманин Иван Хаджимангов. Семейството на Митре Влаха е прехвърлено в България.
Гръцките източници признават, че Митре влаха е един от най-компетентните войводи в областта. Неколкократно гръцката пропаганда прави неуспешни опити да го привлече на своя страна. Според тях Митре влаха декларира своята вярност към българския цар.
Христо Силянов пише:
| „ | Малцина, и между най-известнитѣ, биха могли да се сравнятъ по несъкрушимъ духъ, абсолютна безупрѣчность и заслуги съ Митре Влаха, бившия неграмотенъ овчарь, който получи въ четитѣ образование до степень, че носѣше винаги въ чантата си революционна литература и си служеше съ шифъръ. Митре надвиши всички по нравствено величие: той никога ни мигъ не се отлѫчи отъ народа, съ който бѣ срастналъ. Дори следъ възстанието той не напустна Македония и загина безъ да види България, която толкова много обичаше, занесълъ въ гроба нейния идеализиранъ образъ. | “ |

Георги Христов пише за Митре Влаха:
| „ | ...кроткия, благия, тихия, скромния Митре, но велик но своята неустрашимост и своя борчески дуп, незнающ и непризнаващ никакви пречки при изпълнението на своя дълг, дори застрашаващи живота му. | “ |

Георги Константинов Бистрицки пише за него:
| „ | Митре Влаха, роден в село Кономлади, самоук, мъдър и опитен мъж, от прост овчари твърде скоро издигнал се на районен войвода, а след въстанието и на околийски, внушителна фигура и легендарен герой, не се е отделил от роба до славното си загиване в с. Жупанища, дето стана жертва поради грозен шпионаж на предателската Апостольовска фамилия в селото. | “ |

Негов син е революционерът Божидар Митрев, участник в Септемврийското въстание, близък на Васил Коларов и Георги Димитров и убит през 1931 година. Племенникът му Нико Влаха е убит от гръцкия андарт Йоанис Пулакас. Митре Влаха е възпят в много народни песни, включително следната народната песен, в която се пее:
| „ | Пъто ти фатен, Митре от дванайсе страни ой, море Митре, Митре влаше куртулия (тур. спасение) нема. Айде, море, пиле ке се стора пак ке им избегам. | “ |